# Deklaracja niepodległości Izraela
Deklaracja niepodległości Izraela (hebr. הכרזת העצמאות, Ha-Chrazat Ha-Acma’ut lub מגילת העצמאות, Megilat Ha-Acma’ut) – akt prawny ogłoszony w dniu 14 maja 1948 (5 ijar 5708) w Tel Awiwie, głoszący powstanie na części terytorium byłego brytyjskiego Mandatu Palestyny nowego niepodległego państwa Izrael. Deklaracja została ogłoszona i odczytana przez Dawida Ben-Guriona podczas proklamacji niepodległości Izraela.

## Tekst Deklaracji
Naród żydowski powstawał w Ziemi Izraela. Tutaj ukształtowała się jego duchowa, religijna i państwowa tożsamość. Tutaj po raz pierwszy stworzył on państwo. Tutaj stworzył skarby kultury ogólnoludzkiej i przekazał całemu światu wieczną Księgę nad księgami.
A później, gdy siłą wygnano naród z jego ziemi, Żydzi zachowali z nią łączność i nigdy nie przestawali się modlić i mieć nadzieję na to, że do niej powrócą i że odtworzą w niej swoją polityczną wolność.
Kierowani tym historycznym i tradycyjnym przywiązaniem, Żydzi w każdym pokoleniu dążyli do tego, by powrócić do swojej dawnej ojczyzny. W ostatnich dekadach zaczęli powracać masowo. Pionierzy [mapilim] i obrońcy, spowodowali, że zakwitła pustynia, przywrócili do życia język hebrajski, zbudowali wsie i miasta, stworzyli kwitnącą społeczność, która kontroluje swoją ekonomię i kulturę. Zbudowali społeczność, która kocha pokój, ale wie, jak się bronić. Która przynosi innym błogosławieństwo postępu i pragnie niezależnego bytu narodowego.
W roku 5657 (1897), wezwany przez duchowego ojca Państwa Żydowskiego – Theodora Herzla, zebrał się Pierwszy Kongres Syjonistyczny i ogłosił prawo narodu żydowskiego do narodowego odrodzenia w swojej własnej ojczyźnie.
Prawo to zostało uznane w deklaracji Balfoura, 2 listopada 1917 roku i potwierdzona przez mandat Ligi Narodów, który dawał, w szczególności, międzynarodową sankcję dla historycznej łączności pomiędzy narodem żydowskim a Ziemią Izraela oraz prawo żydowskiego narodu do odbudowania swego Narodowego Domu.
Katastrofa, która niedawno spadła na naród żydowski – mord milionów Żydów w Europie – była kolejnym wyrazistym potwierdzeniem konieczności rychłego rozwiązania problemu bezdomności narodu poprzez odbudowanie w Ziemi Izraela państwa żydowskiego. Państwa, które otworzyłoby swoje bramy szeroko dla każdego Żyda, a narodowi przydałoby status uznanego członka społeczności narodów.
Żydzi ocaleni z holocaustu w Europie, Żydzi z innych części świata napływali do Ziemi Izraela, niezrażeni trudnościami, ograniczeniami i niebezpieczeństwami. Nigdy nie zaprzestali głosić i potwierdzać prawa do życia w godności, wolności i uczciwego trudu w swojej ojczyźnie.
Podczas II wojny światowej, żydowska społeczność tego kraju wniosła swój udział do walki toczonej przez kochające pokój i wolność narody z siłami nazistowskimi. Krew jej żołnierzy i wojenny wysiłek dało jej miejsce pomiędzy tymi, którzy utworzyli Narody Zjednoczone.
29 listopada 1947 roku Zgromadzenie Ogólne Narodów Zjednoczonych przyjęło rezolucję wzywającą do ustanowienia państwa żydowskiego w Ziemi Izraela. Zgromadzenie Ogólne domagało się od mieszkańców Ziemi Izraela, by podjęli kroki niezbędne dla implementacji tej rezolucji. To uznanie prawa narodu żydowskiego do ustanowienia swojego państwa jest NIEODWOŁALNE (IRREVOCABLE).
To prawo jest naturalnym prawem narodu żydowskiego do bycia panami własnego losu, jak inne narody, w swoim suwerennym państwie.
Dlatego też, my, członkowie Rady Narodowej, przedstawiciele społeczności żydowskiej w Ziemi Izraela i ruchu syjonistycznego, zebraliśmy się tu dziś w dzień wygaśnięcia Mandatu Brytyjskiego nad Ziemią Izraela. Na mocy naturalnego i historycznego prawa oraz na mocy rezolucji Zgromadzenia Ogólnego Narodów Zjednoczonych, niniejszym ogłaszamy powstanie Państwa Żydowskiego w Ziemi Izraela, które znane będzie jako Państwo Izrael.
Ogłaszamy, że z chwilą wygaśnięcia mandatu w dniu dzisiejszym, wieczorem 6 ijar 5708 (15 maja 1948), do ustanowienia wybranych w zgodzie z konstytucją przyjętą do dnia 1 października 1948 władz państwa, Rada Narodowa pełnić będzie funkcję Tymczasowej Rady Państwa, a jej organ wykonawczy, Rząd Narodowy, będzie Tymczasowym Rządem Państwa Żydowskiego, zwanego Izraelem.
Państwo Izrael otwarte będzie dla żydowskiej imigracji z Diaspory i będzie wspierać rozwój kraju dla pożytku wszystkich jego mieszkańców. Zbudowane będzie na podstawach wolności, sprawiedliwości i pokoju – tak jak je widzieli prorocy Izraela. Państwo żydowskie zapewni wszystkim swoim mieszkańcom równość społeczną i polityczne prawa niezależnie od wyznania, rasy i płci. Gwarantować będzie wolność wyznania, sumienia, słowa, edukacji i kultury. Chronić będzie miejsca święte wszystkich religii i będzie postępować zgodnie z Kartą Narodów Zjednoczonych.
Państwo Izrael jest gotowe do współpracy z przedstawicielami Narodów Zjednoczonych we wprowadzaniu w życie rezolucji z dnia 29 listopada 1947 roku oraz podejmie kroki mające na celu ekonomiczne zjednoczenie Ziemi Izraela.
Zwracamy się do Narodów Zjednoczonych z wezwaniem o pomoc dla narodu żydowskiego w odbudowie swego Państwa i o przyjęcie Państwa Izrael w poczet wspólnoty narodów.
Wzywamy – w samym centrum wymierzonej w nas napaści – arabskich mieszkańców Państwa Izrael do zachowania pokoju i współpracy w tworzeniu państwa na podstawie pełnego i równego obywatelstwa i należnej reprezentacji w jego tymczasowych i trwałych instytucjach.
Wyciągamy przyjazną dłoń do wszystkich sąsiadujących z nami państw i ich narodów oferując pokój i zgodne sąsiedztwo. Zwracamy się z wezwaniem do ustanowienia więzów współpracy z niezależnym narodem żydowskim zamieszkałym na swojej ziemi. Państwo Izrael gotowe jest wziąć udział we wspólnym wysiłku rozwoju całego Bliskiego Wschodu.
Wzywamy cały naród żydowski w Diasporze, by zjednoczył się poprzez imigrację i odbudowę z Państwem Izrael i stał u jego boku w dziele odbudowy i realizacji odwiecznego marzenia całych pokoleń – odrodzenia Państwa Izraela.
Z całą ufnością w Opoce Izraela, podpisujemy się własnoręcznie pod tą deklaracją przyjętą na sesji Tymczasowej Rady Państwa, na ziemi ojczystej, w mieście Tel-Awiwie, w ten szabat, piątego dnia miesiąca Ijar 5708 roku (14 maja 1948 roku).

## Dokument podpisali
- Dawid Ben Gurion
- Daniel Auster – zastępca burmistrza Jerozolimy
- Jicchak Ben Cewi – prezydent Żydowskiej Rady Narodowej (Wa’ad ha-Leumi)
- Mordechaj Bentow – dziennikarz, członek Agencji Żydowskiej
- Elijjahu Berligne – członek Żydowskiej Rady Narodowej (Wa’ad ha-Leumi)
- Fritz Bernstein – dyrektor departamentu ekonomicznego Agencji Żydowskiej
- Rachel Kohen-Kagan – dyrektor departamentu socjalnego Żydowskiej Rady Narodowej (Wa’ad ha-Leumi)
- Elijjahu Dobkin – dyrektor egzekutywy Agencji Żydowskiej
- Jehuda Lejb Fiszman – rabin, lider religijnego syjonizmu
- Wolf Gold – rabin, dyrektor departamentu rozwoju Jerozolimy Agencji Żydowskiej
- Me’ir Grabowski – syjonista, członek lewicowej partii Mapai
- Awraham Granowski – dyrektor Żydowskiego Funduszu Narodowego
- Izaak Grünbaum – członek Rady Ludowej (Mo’ezet ha-Am)
- Kalman Kahana – ultraortodoksyjny rabin, członek partii Agudat Israel
- Eli’ezer Kaplan – członek egzekutywy Agencji Żydowskiej
- Awraham Kacnelson – członek Żydowskiej Rady Narodowej (Wa’ad ha-Leumi)
- Sa’adja Kobaszi – członek Żydowskiej Rady Narodowej (Wa’ad ha-Leumi)
- Mosze Kol – dyrektor departamentu imigracji Agencji Żydowskiej
- Izaak Meir Lewin – ultraortodoksyjny rabin, członek partii Agudat Israel
- Me’ir-Dawid Lewenstein – członek Rady Ludowej (Mo’ezet ha-Am
- Cewi Luria – członek Żydowskiej Rady Narodowej (Wa’ad ha-Leumi).
- Golda Meir – dyrektor departamentu politycznego Agencji Żydowskiej
- Nachum Nir – członek Rady Ludowej (Mo’ezet ha-Am)
- Dawid-Cewi Pinkas – członek Żydowskiej Rady Narodowej (Wa’ad ha-Leumi)
- Felix Rosenblueth – prawnik, członek partii Mapai
- Dawid Remez – członek Żydowskiej Rady Narodowej (Wa’ad ha-Leumi)
- Berl Repetur – członek Rady Ludowej (Mo’ezet ha-Am)
- Cewi Segal – wiceprezydent ruchu rewizjonistycznego syjonizmu
- Mordechaj Szatner – członek Żydowskiej Rady Narodowej (Wa’ad ha-Leumi)
- Bencijjon Sternberg – polityk z nurtu rewizjonistycznego syjonizmu
- Bechor-Szalom Szitrit – naczelny sędzia dystryktu Lod
- Chajjim Mosze Szapira – członek departamentu imigracji Agencji Żydowskiej
- Mosze Szaret – prowadził negocjacje ruchu syjonistycznego z brytyjskimi władzami mandatowymi
- Herzel Wardi – dziennikarz i polityk z nurtu rewizjonistycznego syjonizmu
- Me’ir Wilner – członek Palestyńskiej Partii Komunistycznej
- Zerach Warhaftig – prawnik na Uniwersytecie Hebrajskim
- Aharon Zisling – delegat Agencji Żydowskiej w ONZ